# Saskia z czerwonym kwiatem
Saskia z czerwonym kwiatem – obraz holenderskiego malarza Rembrandta Harmenszoona van Rijn. Obraz sygnowany u dołu po lewej: ...brandt. f 1641
1633 roku Rembrandt zaręczył się z Saskią van Uylenburgh, siostrzenicą marszanda, którą poślubił 22 czerwca 1634 roku. Od tego czasu ukochana wielokrotnie wcielała się w stwarzane przez mistrza postacie oraz sama była wielokrotnie portretowana. Do jednych z najlepszych należy portret Saskii z czerwonym kwiatem.

## Opis obrazu
Portret powstał w 1641 roku i był ostatnim jej portretem powstałym za jej życia. Rembrandt przedstawia ją skąpaną w jasnym świetle, które rozjaśnia pogodną twarz kobiety, dekolt oraz jej ręce. Duże oczy błyszczą podobnie jak perły wiszące na jej ciele. To na biżuterii artysta położył szczególny nacisk; wydobył połysk matowej czerwieni i złotawej zieleni tkanin. W prawej ręce Saskia trzyma czerwony kwiat, w geście jakby chciała go przekazać malarzowi. W jej dłoniach staje się on symbolem miłości ofiarowanej bez zastrzeżeń. Historyk Fritz Erpel pisał

Wielki portrecista osiągnął tu szczyt najwyższy:pogodził wyraz indywidualny z tym, co powszechne - sens ogólny uchwycił w jednostce - zespolił w swym dziele wzniosłość i prostotę prawdziwej sztuki

## Proweniencja
Przed 1741 rokiem obraz znajdował się w kolekcji Gerarda Bickera van Zwietena z Hagi. 12 kwietnia 1741 jego kolekcja została wystawiona na aukcji w nieznanym domu aukcyjnym w Hadze. Obraz trafił do Araignon (Paryż). W 1742 roku obraz nabył król polski August III i trafił do Galerii Obrazów Starych Mistrzów w Dreźnie.